# Glyphuroplata uniformis
Glyphuroplata uniformis är en skalbaggsart som först beskrevs av J. Smith 1885.  Glyphuroplata uniformis ingår i släktet Glyphuroplata och familjen bladbaggar. Inga underarter finns listade i Catalogue of Life.